# Josef Srb-Debrnov
Josef Srb-Debrnov (18. září 1836, Debrno – 1. září 1904, Praha-Malá Strana) byl český hudební historik a spisovatel.

## Život
Narodil se jako Josef Srb ve vesnici Debrno nedaleko Kralup nad Vltavou. Vystudoval historii a slovanskou filologii na Karlo-Ferdinandově univerzitě v Praze a pracoval jako učitel, vychovatel či úředník ve spořitelně. Od dětských let ve škole v Minicích, kdy se začal věnovat zpěvu, miloval hudbu. Vedle civilního povolání se ale stále usilovněji věnoval hudbě, až se jiné profese vzdal a zapojil se zcela do pořádání hudebního života, mj. jako spoluzakladatel, dlouholetý jednatel (1864–1865 a 1876–1891) a klíčový organizátor činnosti pražského pěveckého spolku Hlahol. Stal se široce uznávaným hudebním historikem.
Pro svá literární díla používal jméno Josef Debrnov nebo Josef Srb-Debrnov. Přispíval do hudebních časopisů v Čechách i za hranicemi, přičemž se věnoval i hudební kritice, sestavil příručku o instrumentaci, napsal Dějiny hudby v Čechách a na Moravě (1891), tvořil hudební hesla pro Ottův slovník naučný. V rukopisné podobě zůstal jeho obsáhlý slovník hudebních umělců českých i zahraničních. Méně úspěšně se věnoval také komponování (sbory, skladby pro violoncello).
Byl jedním z nejbližších přátel Bedřicha Smetany na sklonku skladatelova života, přátelil se i s Karlem Bendlem, Antonínem Dvořákem a mnoha dalšími. Jeho byt v Jirchářích se stal místem prvního provozování mnoha děl tehdejších skladatelů, při němž často spoluúčinkoval jako hráč na violoncello.
Při svých občasných návštěvách Prahy bydlel Bedřich Smetana v ulici V Jirchářích č.12 (tzv. dům U tří pivoněk) u J. Srba-Debrnova, u kterého během čtyř let pobyl dokonce šestadvacetkrát. V jeho bytě měl uschovány partitury téměř všech svých děl, dokončil zde i svůj druhý smyčcový kvartet Z mého života, který tu byl poprvé proveden za účasti Antonína Dvořáka jako violisty.
Při požáru Národního divadla zachránil a pak uchovával autografy Smetanových oper.
Věnoval se též tvorbě textů k hudebním dílům, ať už k původním, zejména sborům, nebo překladům. Přeložil do němčiny libreto Prodané nevěsty, Hubičky, Dvou vdov, Dvořákovy Vandy , Bendlovy Lejly ad.
Zemřel po delší nemoci, pohřben byl na vyšehradském hřbitově.

## Dílo
Výběr z hudebně-historického díla:
- Dějiny konservatoře pražské, Praha, 1878
- Varhanická škola v Praze, Dalibor, roč. III, 1881, s. 213-15
- Instrumentace : stručný návod ku poznání nástrojův hudebních s dodavkem o hudbě komorní : s notovými příklady skladatelův českých, Praha, 1883
- Poslední rok života B. Smetany, Dalibor, roč. VII, 1885, s. 177-180
- Památník pražského Hlaholu, Sest. s Ferd. Tadrou, Praha, 1886
- Dějiny hudby v Čechách a na Moravě, Praha, 1891
- Z deníků Bedřicha Smetany, Praha, 1902
- Slovník hudebních umělců slovanských, rukopis, 5 svazků - https://kramerius.nm.cz/periodical/uuid:c99c458e-3e00-462a-a795-0b39087528a5